# Grade (motorfiets)
Grade is een Duits historisch merk van motorfietsen.
De bedrijfsnaam was: Grade Motorenwerke AG, Ing. Hans Grade, Magdeburg.
Grade was een luchtvaartpionier, die van 1905 tot 1926 behalve vliegtuigen ook auto's, motorfietsen en inbouwmotoren bouwde. Hij maakte zeer gewilde 118- tot 244cc-tweetaktmotoren, zowel een-, twee- als viercilinders.